# إيماغاوا

شعار عشيرة إيماغاوا.

عشيرة إيماغاوا (باليابانية: 今川氏 إيماغاوا-شي) كانت عشيرة يابانية حصلت على لقبها من الإمبراطور سيوا (850 - 880)، وكانت فرع من عشيرة ميناموتو، بطريق عشيرة أشيكاغا.

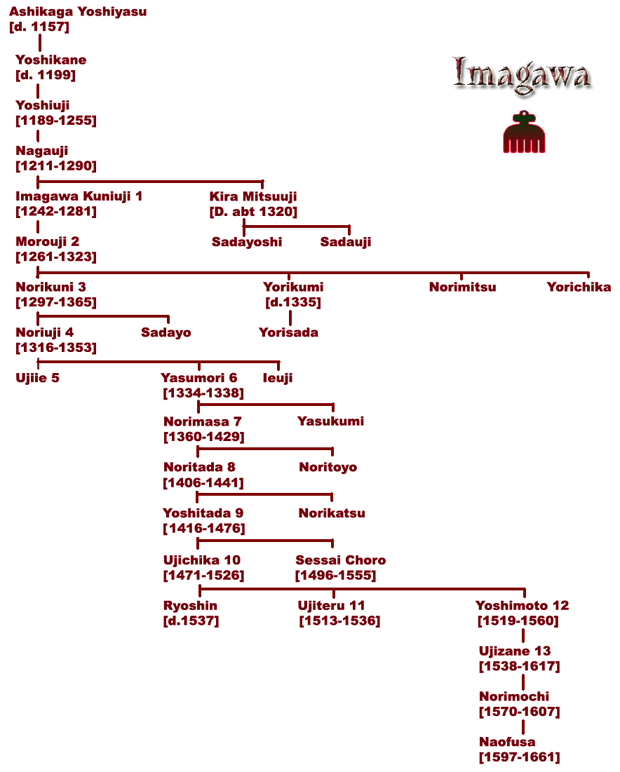

## أصل
أسس أشيكاغا كونيوجي في القرن الثالث عشر العشيرة في إيماغاوا (مقاطعة ميكاوا) وسماها على اسم المدينة. حصل إيماغاوا نوريكوني (1295 - 1389) من ابن عمه أشيكاغا تاكا-أوجي على مقاطعة توتومي، ولاحقا مقاطعة سوروغا.

## مشاهير
- إيماغاوا يوشي-موتو